# 95. Oscar-gála
A 95. Oscar-gálán az Amerikai Filmművészetek és Filmtudományok Akadémiája (AMPAS) a 2022-es év legjobb filmjeit és filmeseit részesítették elismerésben. A díjátadó ceremóniát 2023. március 12-én rendezték a Dolby Színházban Los Angelesben, helyi idő szerint 17:00 órától (hazai idő szerint március 13-án 02:00 órától). A ceremónián az Akadémia 23 kategóriában díjazta a filmeket és alkotóikat. Az eseményt Amerikában az ABC televízió társaság sugározta.
A rendezvény házigazdája Jimmy Kimmel humorista volt, aki immár harmadszor vezette a show-műsort.
A jelölések bejelentésére 2023. január 24-én került sor. A jelöltek listáját az Oscar-díjas brit színész, zenész, Riz Ahmed, valamint Allison Williams amerikai színésznő ismertette.
A legtöbb jelölést kapott alkotás a Daniels fivérek, Daniel Kwan és Daniel Scheinert Minden, mindenhol, mindenkor című sci-fi-kalandfilm, akcióvígjátéka volt: 10 kategóriában 11 jelölést kapott. Kilenc-kilenc jelöléssel követte az amerikai-angol-ír koprodukcióban készült filmdráma, A sziget szellemei, valamint Erich Maria Remarque azonos című regénye alapján készült Nyugaton a helyzet változatlan, amivel az Oscar-díj történetében e német-amerikai háborús akciófilm lett a tizenötödik alkotás, amely a legjobb film és a legjobb nemzetközi játékfilm kategóriában egyaránt jelölve lett. A jelölések érdekessége volt, hogy Michelle Yeoh lett az első malajziai nő, aki esélyt kapott a legjobb színésznő díjra; rajta kívül további három kelet-ázsiai származású előadóművész kapott jelölést fő- vagy mellékszerepben nyújtott kiemelkedő alakításért. A 90 éves John Williams zeneszerző lett az Oscar-történelem legidősebb díjra jelölt művésze, egyben megdöntve saját rekordját, mint a legtöbb Oscar-díjra jelölt élő személy.
A gála legnagyobb nyertese a Minden, mindenhol, mindenkor lett, amely tizenegy jelöléséből hetet váltott díjra. Mögötte a Nyugaton a helyzet változatlan végzett négy Oscarral. Komoly meglepetés volt, hogy az ugyancsak kilenc jelölést kapott A sziget szellemei végül egyetlen díjat sem nyert, mint ahogyan a nyolc jelöléses Elvis és Steven Spielberg hét kategóriában jelölt, önéletrajzi ihletésű felnövéstörténete, A Fabelman család.

## Díjazottak és jelöltek
A nyertesek az első helyen sorolva és félkövérrel szedve.
| Legjobb film | Legjobb rendező |
| --- | --- |
| - Minden, mindenhol, mindenkor (Everything Everywhere All at Once) – Daniel Kwan és Daniel Scheinert és Jonathan Wang - Elvis – Baz Luhrmann, Catherine Martin, Gail Berman, Patrick McCormick és Schuyler Weiss - A Fabelman család (The Fabelmans) – Kristie Macosko Krieger, Steven Spielberg és Tony Kushner - A sziget szellemei (The Banshees of Inisherin) – Graham Broadbent, Peter Czernin és Martin McDonagh - A szomorúság háromszöge (Triangle of Sadness) – Erik Hemmendorff és Philppe Bober - Avatar: A víz útja (Avatar: The Way of Water) – James Cameron és Jon Landau - Nyugaton a helyzet változatlan (All Quiet on the Western Front) – Malte Grunert - Tár – Todd Field, Alexandra Milchan és Scott Lambert - Top Gun: Maverick – Tom Cruise, Christopher McQuarrie, David Ellison és Jerry Bruckheimer - A nők beszélnek – Dede Gardner, Jeremy Kleiner és Frances McDormand | - Daniel Kwan és Daniel Scheinert – Minden, mindenhol, mindenkor (Everything Everywhere All at Once) - Todd Field – Tár - Martin McDonagh – A sziget szellemei (The Banshees of Inisherin) - Ruben Östlund – A szomorúság háromszöge (Triangle of Sadness) - Steven Spielberg – A Fabelman család (The Fabelmans) |
| Legjobb férfi főszereplő | Legjobb női főszereplő |
| - Brendan Fraser – A bálna (The Whale), mint Charlie - Austin Butler – Elvis, mint Elvis Presley - Colin Farrell – A sziget szellemei (The Banshees of Inisherin), mint Pádraic Súilleabháin - Paul Mescal – Volt egyszer egy nyár (Aftersun), mint Calum Paterson - Bill Nighy – Élj (Living) mint Mr. Williams | - Michelle Yeoh – Minden, mindenhol, mindenkor (Everything Everywhere All at Once), mint Evelyn Wang - Cate Blanchett – Tár, mint Lydia Tár - Ana de Armas – Szöszi (Blonde), mint Norma Jeane Mortensen / Marilyn Monroe - Andrea Riseborough – To Leslie, mint Leslie Rowlands - Michelle Williams – A Fabelman család (The Fabelmans), mint Mitzi Schildkraut-Fabelman |
| Legjobb férfi mellékszereplő | Legjobb női mellékszereplő |
| - Ke Huy Quan – Minden, mindenhol, mindenkor (Everything Everywhere All at Once), mint Waymond Wang - Brendan Gleeson – A sziget szellemei (The Banshees of Inisherin), mint Colm Doherty - Brian Tyree Henry – A kiút (Causeway), mint James Aucoin - Judd Hirsch – A Fabelman család (The Fabelmans), mint Boris Schildkraut - Barry Keoghan – A sziget szellemei, mint Dominic Kearney | - Jamie Lee Curtis – Minden, mindenhol, mindenkor (Everything Everywhere All at Once), mint Deirdre Beaubeirdre - Angela Bassett – Fekete Párduc 2. (Black Panther: Wakanda Forever), mint Ramonda királynő - Hong Chau – A bálna (The Whale), mint Liz - Kerry Condon – A sziget szellemei (The Banshees of Inisherin), mint Siobhán Súilleabháin - Stephanie Hsu – Minden, mindenhol, mindenkor, mint Joy Wang / Jobu Tupaki |
| Legjobb eredeti forgatókönyv | Legjobb adaptált forgatókönyv |
| - Minden, mindenhol, mindenkor (Everything Everywhere All at Once) – Daniel Kwan és Daniel Scheinert - A sziget szellemei (The Banshees of Inisherin) – Martin McDonagh - A Fabelman család (The Fabelmans) – Steven Spielberg és Tony Kushner - A szomorúság háromszöge (Triangle of Sadness) – Ruben Östlund - Tár – Todd Field | - A nők beszélnek – forgatókönyv: Sarah Polley; Miriam Toews Nők beszélgetnek c. regénye alapján - Élj! (Living) – forgatókönyv: Kazuo Ishiguro; Kuroszava Akira, Shinobu Hashimoto és Hideo Oguni Élni c. filmjének forgatókönyve alapján - Nyugaton a helyzet változatlan (All Quiet on the Western Front) – forgatókönyv: Edward Berger; Erich Maria Remarque regénye alapján - Top Gun: Maverick – forgatókönyv: Ehren Kruger, Eric Warren Singer, és Christopher McQuarrie; Jim Cash és Jack Epps Jr. Top Gun című film alapján - Tőrbe ejtve – Az üveghagyma (Glass Onion: A Knives Out Mystery) – forgatókönyv: Rian Johnson; Johnson által teremtett és a Tőrbe ejtve c. film karakterei alapján |
| Legjobb animációs film | Legjobb nemzetközi játékfilm |
| - Pinokkió (Guillermo del Toro's Pinocchio) – Guillermo del Toro, Mark Gustafson, Gary Ungar és Alex Bulkley - A tengeri fenevad (The Sea Beast) – Chris Williams és Jed Schlanger - Csizmás, a kandúr: Az utolsó kívánság (Puss in Boots: The Last Wish) – Joel Crawford és Mark Swift - Marcel, a lábbelis csiga – Dean Fleischer Camp, Elisabeth Holm, Andrew Goldman, Caroline Kaplan és Paul Mezey - Pirula Panda (Turning Red) – Domee Shi és Lindsey Collins | - Nyugaton a helyzet változatlan (All Quiet on the Western Front) (Németország) – Edward Berger - A csendes lány (The Quiet Girl) (Írország) – Colm Bairéad - Argentina, 1985 (Argentína) – Santiago Mitre - IÁ (EO) (Lengyelország) – Jerzy Skolimowski - Közel (Close) (Belgium) – Lukas Dhont |
| Legjobb dokumentumfilm | Legjobb rövid dokumentumfilm |
| - Navalnij (Navalny) – Daniel Roher, Odessa Rae, Diane Becker, Melanie Miller és Shane Boris - All the Beauty and the Bloodshed – Laura Poitras, Howard Gertler, John Lyons, Nan Goldin és Yoni Golijov - A szerelem tüze (Fire of Love) – Sara Dosa, Shane Boris és Ina Fichman - Minden, ami lélegzik (All That Breathes) – Shaunak Sen, Aman Mann és Teddy Leifer - Otthon a romokon (A House Made of Splinters) – Simon Lereng Wilmont és Monica Hellström | - Az elefántsuttogók (The Elephant Whisperers) – Kartiki Gonsalves és Guneet Monga - A Martha Mitchell-effektus (The Martha Mitchell Effect) – Anne Alvergue és Beth Levison - Haulout – Evgenia Arbugaeva és Maxim Arbugaev - How Do You Measure a Year? – Jay Rosenblatt - Stranger at the Gate – Joshua Seftel és Conall Jones |
| Legjobb élőszereplős rövidfilm | Legjobb animációs rövidfilm |
| - An Irish Goodbye – Tom Berkely és Ross White - Ivalu – Anders Walter és Rebecca Pruzan - Le Pupille – Alice Rohrwacher és Alfonso Cuarón - Night Ride – Eirik Tveiten és Gaute Lid Larssen - The Red Suitcase – Cyrus Neshvad | - A kisfiú, a vakond, a róka és a ló (The Boy, the Mole, the Fox and the Horse) – Charlie Mackesy és Matthew Freud - An Ostrich Told Me the World Is Fake and I Think I Believe It – Lachlan Pendragon - Ice Merchants – Joao Gonzalez és Bruno Caetano - My Year of Dicks – Sara Gunnarsdottir és Pamela Ribbon - The Flying Sailor – Wendy Tilby és Amanda Forbis |
| Legjobb eredeti filmzene | Legjobb eredeti dal |
| - Nyugaton a helyzet változatlan (All Quiet on the Western Front) – Volker Bertelmann - A Fabelman család (The Fabelmans) – John Williams - A sziget szellemei (The Banshees of Inisherin) – Carter Burwell - Babylon – Justin Hurwitz - Minden, mindenhol, mindenkor (Everything Everywhere All at Once) – Son Lux | - „Naatu Naatu” a RRR c. filmből – zene: M. M. Keeravani, szöveg: Chandrabose - „Applause” a Tell It Like a Woman c. filmből – zene és szöveg: Diane Warren - „Hold My Hand” a Top Gun: Maverick c. filmből – zene és szöveg: Lady Gaga és BloodPop - „Lift Me Up” a Fekete Párduc 2. (Black Panther: Wakanda Forever) c. filmből – zene: Tems, Rihanna, Ryan Coogler és Ludwig Göransson; szöveg: Tems és Ryan Coogler - „This Is a Life” a Minden, mindenhol, mindenkor (Everything Everywhere All at Once) c. filmből – zene: Ryan Lott, David Byrne, és Mitski; szöveg: Ryan Lott és David Byrne |
| Legjobb hang | Legjobb látványtervezés |
| - Top Gun: Maverick – Mark Weingarten, James H. Mather, Al Nelson, Chris Burdon és Mark Taylor - Avatar: A víz útja (Avatar: The Way of Water) – Julian Howarth, Gwendolyn Yates Whittle, Dick Bernstein, Christopher Boyes, Gary Summers és Michael Hedges - Batman – Stuart Wilson, William Files, Douglas Murray és Andy Nelson - Elvis – David Lee, Wayne Pashley, Andy Nelson és Michael Keller - Nyugaton a helyzet változatlan (All Quiet on the Western Front) – Viktor Prášil, Frank Kruse, Markus Stemler, Lars Ginzel és Stefan Korte | - Nyugaton a helyzet változatlan (All Quiet on the Western Front) – látványtervező: Christian M. Goldbeck; díszletberendező: Ernestine Hipper - A Fabelman család (The Fabelmans) – látványtervező: Rick Carter; díszletberendező: Karen O'Hara - Avatar: A víz útja (Avatar: The Way of Water) – látványtervező: Dylan Cole és Ben Procter; díszletberendező: Vanessa Cole - Babylon – látványtervező: Florencia Martin; díszletberendező: Anthony Carlino - Elvis – látványtervező: Catherine Martin és Karen Murphy; díszletberendező: Bev Dunn |
| Legjobb operatőr | Legjobb smink |
| - Nyugaton a helyzet változatlan (All Quiet on the Western Front) – James Friend - A fény birodalma (Empire of Light) – Roger Deakins - Bardo, egy maroknyi igazság hamis krónikája (Bardo, False Chronicle of a Handful of Truths) – Darius Khondji - Elvis – Mandy Walker - Tár – Florian Hoffmeister | - A bálna (The Whale) – Adrien Morot, Judy Chin és Anne Marie Bradley - Batman – Naomi Donne, Mike Marino és Mike Fontaine - Elvis – Mark Coulier, Jason Baird és Aldo Signoretti - Fekete Párduc 2. (Black Panther: Wakanda Forever) – Camille Friend és Joel Harlow - Nyugaton a helyzet változatlan (All Quiet on the Western Front) – Heike Merker és Linda Eisenhamerová |
| Legjobb jelmez | Legjobb vágás |
| - Fekete Párduc 2. (Black Panther: Wakanda Forever) – Ruth Carter - Babylon – Mary Zophres - Elvis – Catherine Martin - Minden, mindenhol, mindenkor (Everything Everywhere All at Once) – Shirley Kurata - Mrs. Harris Párizsba megy (Mrs. Harris Goes to Paris) – Jenny Beavan | - Minden, mindenhol, mindenkor (Everything Everywhere All at Once) – Paul Rogers - A sziget szellemei (The Banshees of Inisherin) – Mikkel E. G. Nielsen - Elvis – Matt Villa és Jonathan Redmond - Tár – Monika Willi - Top Gun: Maverick – Eddie Hamilton |
| Legjobb vizuális effektek | |
| - Avatar: A víz útja (Avatar: The Way of Water) – Joe Letteri, Richard Baneham, Eric Saindon és Daniel Barrett - Batman – Dan Lemmon, Russell Earl, Anders Langlands és Dominic Tuohy - Fekete Párduc 2. (Black Panther: Wakanda Forever) – Geoffrey Baumann, Craig Hammack, R. Christopher White és Dan Sudick - Nyugaton a helyzet változatlan (All Quiet on the Western Front) – Frank Petzold, Viktor Müller, Markus Frank és Kamil Jafar - Top Gun: Maverick – Ryan Tudhope, Seth Hill, Bryan Litson és Scott R. Fisher | |

## Kormányzók díja
Az AMPAS 2022. június 21-én jelentette be az elismerésben részesülők személyét, akiknek a 2022. november 19-én megtartott 13. Kormányzók bálján adták át a díjakat.

### Tiszteletbeli Oscar-díj
- Euzhan Palcy francia forgatókönyvíró, filmrendező, producer – „úttörő filmes ... első játékfilmjével ... Ezüst Oroszlánt nyer az 1983-as Velencei Filmfesztiválon, első fekete rendezőként. Ezt követően elnyerte a legjobb első filmnek járó César-díjat, első női és fekete filmrendezőként ... majd ő lett az első fekete nő, aki filmet rendezett egy nagy hollywoodi stúdió számára, Marlon Brandót az utolsó Oscar-jelölésig vezetve”;[5]
- Diane Warren amerikai szövegíró – „zenéje és szövegei számtalan mozgókép érzelmi hatását erősítették fel, és zenei művészek generációit inspirálták. ... az egyik legtermékenyebb kortárs dalszerzőként több mint 100 filmhez írt eredeti dalokat”;[5]
- Peter Weir ausztrál filmrendező „Az 1970-es évek ausztrál újhullámos filmmozgalmának egyik vezető alakja ... tökéletes képzettségű és művészi rendező, akinek munkássága a film erejére emlékeztet bennünket azzal, ahogyan feltárja az emberi tapasztalatok teljes skáláját.”.[5]

### Jean Hersholt Humanitárius Díj
- Michael J. Fox amerikai színész – „a Parkinson-kór-kutatás fáradhatatlan támogatása, és határtalan optimizmusa jól példázza, hogy egyetlen ember milyen hatással van milliók jövőjének megváltoztatására.”.[5]

## Többszörös jelölések és elismerések
| Jelölés | Díj | Magyar cím                     | Eredeti cím                       |
| ------- | --- | ------------------------------ | --------------------------------- |
| 11      | 7   | Minden, mindenhol, mindenkor   | Everything Everywhere All at Once |
| 9       | 4   | Nyugaton a helyzet változatlan | All Quiet on the Western Front    |
| 9       | 0   | A sziget szellemei             | The Banshees of Inisherin         |
| 8       | 0   | Elvis                          | Elvis                             |
| 7       | 0   | A Fabelman család              | The Fabelmans                     |
| 6       | 1   | Top Gun: Maverick              | Top Gun: Maverick                 |
| 6       | 0   | Tár                            | Tár                               |
| 5       | 1   | Fekete Párduc 2.               | Black Panther: Wakanda Forever    |
| 4       | 1   | Avatar: A víz útja             | Avatar: The Way of Water          |
| 3       | 2   | A bálna                        | The Whale                         |
| 3       | 0   | A szomorúság háromszöge        | Triangle of Sadness               |
| 3       | 0   | Babylon                        | Babylon                           |
| 3       | 0   | Batman                         | The Batman                        |
| 2       | 1   | A nők beszélnek                | Women Talking                     |
| 2       | 0   | Élj!                           | Living                            |

## Díjátadók és előadók

### Díjátadók
A gála során az alábbi személyek adtak át díjakat, vagy léptek fel előadóként.
| Nevek                                | Szerep                                                                         |
| ------------------------------------ | ------------------------------------------------------------------------------ |
| Sylvia Villagran                     | A 95. Oscar-díjátadó-gála felkonferálása                                       |
| Emily Blunt Dwayne Johnson           | A legjobb animációs film díj átadói                                            |
| Ariana DeBose Troy Kotsur            | A legjobb férfi és legjobb női mellékszereplő díjak átadói                     |
| Cara Delevingne                      | A Tell It Like a Woman film „Applause” c. dalának felkonferálója               |
| Riz Ahmed Ahmir Thompson (Questlove) | A legjobb dokumentumfilm és a legjobb élőszereplős rövidfilm díjak átadói      |
| Halle Bailey Melissa McCarthy        | A kis hableány c. zenés fantasyfilm előzetes vetítésének felkonferálói         |
| Michael B. Jordan Jonathan Majors    | A legjobb operatőr díj átadói                                                  |
| Donnie Yen                           | A Minden, mindenhol, mindenkor film „This Is a Life” c. dalának felkonferálója |
| Jennifer Connelly Samuel L. Jackson  | A legjobb smink és fodrány díj átadói                                          |
| Morgan Freeman Margot Robbie         | A 100 éves Warner Bros. előtti tisztelgés felkonferálói                        |
| Paul Dano Julia Louis-Dreyfus        | A legjobb jelmez díj átadói                                                    |
| Deepika Padukone                     | Az RRR film „Naatu Naatu” c. dalának felkonferálója                            |
| Eva Longoria Janet Yang              | Az Akadémiai Mozgóképmúzeum bemutatói                                          |
| Antonio Banderas Salma Hayek         | A legjobb nemzetközi játékfilm díj átadói                                      |
| Elizabeth Olsen Pedro Pascal         | A legjobb rövid dokumentumfilm és a legjobb animációs rövidfilm díjak átadói   |
| Lady Gaga                            | A Top Gun: Maverick film „Hold My Hand” c. dalának eladója                     |
| Hugh Grant Andie MacDowell           | A legjobb látványtervezés díj átadói                                           |
| John Cho Mindy Kaling                | A legjobb eredeti filmzene díj átadói                                          |
| Elizabeth Banks                      | A legjobb vizuális effektek díj átadója                                        |
| Danai Gurira                         | A Fekete Párduc 2. film „Lift Me Up” c. dalának felkonferálója                 |
| Andrew Garfield Florence Pugh        | A legjobb eredeti és a legjobb adaptált forgatókönyv díjak átadói              |
| Kate Hudson Janelle Monáe            | A legjobb hang és a legjobb eredeti betétdal díjak átadói                      |
| John Travolta                        | Az „In Memoriam” szakasz felkonferálója                                        |
| Zoë Saldana Sigourney Weaver         | A legjobb vágás díj átadói                                                     |
| Idris Elba Nicole Kidman             | A legjobb rendező díj átadói                                                   |
| Halle Berry Jessica Chastain         | A legjobb férfi és a legjobb női főszereplő díjak átadói                       |
| Harrison Ford                        | A legjobb film díj átadói                                                      |

### Előadók
| Név                               | Szerep        | Előadás                                                    |
| --------------------------------- | ------------- | ---------------------------------------------------------- |
| Rickey Minor                      | Zenei rendező | Nagyzenekar                                                |
| Sofia Carson Diane Warren         | Előadók       | „Applause” a Tell It Like a Woman c. filmből               |
| David Byrne Stephanie Hsu Son Lux | Előadók       | „This Is a Life” a Minden, mindenhol, mindenkor c. filmből |
| Kaala Bhairava Rahul Sipligun     | Előadók       | „Naatu Naatu” az RRR c. filmből                            |
| Lady Gaga                         | Előadó        | „Hold My Hand” a Top Gun: Maverick c. filmből              |
| Rihanna                           | Előadó        | „Lift Me Up” a Fekete Párduc 2. c. filmből                 |
| Lenny Kravitz                     | Előadó        | „Calling All Angels” az "In Memoriam" szakasz alatt        |